# Kroktjärnarna, Ångermanland
Kroktjärnarna är en sjö i Örnsköldsviks kommun i Ångermanland och ingår i Gideälvens huvudavrinningsområde.